# (4392) Agita
(4392) Agita ist ein Hauptgürtelasteroid, der am 13. September 1978 von Nikolai Stepanowitsch Tschernych vom Krim-Observatorium aus entdeckt wurde.
Der Asteroid wurde nach Agita Tarasova, einer wissenschaftlichen Arbeiterin am Observatorium der Universität Lettlands, benannt.